# Abacetus freyi
Abacetus freyi là một loài bọ chân chạy thuộc phân họ Pterostichinae. Loài này được Straneo mô tả lần đầu năm 1956 và được tìm thấy ở Guinée.